# Provincia di Son La
Son La (Vietnamita: Sơn La) è una provincia del Vietnam nord-occidentale. Il suo nome deriva dal sino-vietnamita (Hán Tự: 山羅). Questa provincia ha una superficie di 14174,4 km² e una popolazione di 1.248.415 abitanti.
Il capoluogo di provincia è Sơn La.

## Distretti
Di questa provincia fanno parte una città (Sơn La) e undici distretti:
- Quỳnh Nhai
- Mường La
- Thuận Châu
- Phù Yên
- Bắc Yên
- Mai Sơn
- Sông Mã
- Yên Châu
- Mộc Châu
- Sốp Cộp
- Vân Hồ